# Władimirowci
Władimirowci (bułg. Владимировци) – wieś w Bułgarii, w obwodzie Razgrad, w gminie Samuił. W 2023 roku liczyła 1169 mieszkańców.